# Българска мишовка
Българска мишовка (Minuartia bulgarica) е многогодишно плътнотуфесто тревисто растение от семейство Карамфилови. Видът е български ендемит.
Стъблата са му са голи или в горната част жлезисто-влакнести, с височина 10 – 15 cm. Листата му са линейношиловидни. Съцветието му е многоцветно, а чашчелистчетата са заострени с по 5 – 7 жилки на гърба. Има елипсовидни, бели, малко по-дълги от чашчелистчетата венчелистчета. Плодът представлява разпуклива кутийка. Цъфти от април до юли, а семената узряват през юли – август.
Видът е описан за първи път от чешкия ботаник Йозеф Веленовски през 1889 г. като Alsine bulgarica по материали събрани от Херман Шкорпил в околностите на Сливен. През 1891 г. германският ботаник Паул Гребнер го отнася към род Minuartia.
Българската мишовка се среща в Средна и Източна Стара планина, Чепън, Витоша, Рила, Средна гора, Родопите, Сакар и Бакаджиците. Разпространена е по каменисти, сухи места в буковия пояс и в пояса на ксеротермните дъбови гори между 500 и 1600 m.